# 本西厚博
本西 厚博（もとにし あつひろ、1962年5月15日 - ）は、長崎県長崎市出身の元プロ野球選手（外野手、内野手）。野球解説者、プロ野球コーチ。

## 経歴

### プロ入り前
父親は漁師。子供の頃、スポーツは遊びでソフトボールをする程度だったという。長崎市立東長崎中学校入学後は陸上部に入るつもりでいたが、中卒で漁師になった兄から「お前も野球をやれ」と言われたことで、自分の強い意志ではなかったが野球部に入る。兄も野球をやっていてある高校の野球部から声もかかっていたが断念したことで、「兄は自分に夢を託したのかも」と話している。捕手以外のポジションを全て経験した後、中学3年生時から投手。当人もいくつかの高校から声がかかっていたが、その中から特待生として誘われていた私立瓊浦高等学校に入学。瓊浦高校では投手として1980年夏の第62回全国選手権大会に出場。1回戦で東北高等学校の中条善伸と投げ合うが0-4で完封負けを喫する。
高校卒業後は、監督からは大学進学を勧められていたが、当人は「上下関係の厳しい大学野球部で、もう一度下からというのは無理」と考え、普通に就職して草野球チームで軟式野球が続ければいいな程度に思っていたということで、社会人野球から話が来た時も一度は「もう野球はいい」と断っていたが、高校の先生から強く勧められ、社会人野球の三菱重工長崎に進み、内野手へ転向。1981年から都市対抗に3回出場、1985年、1986年の大会ではNTT九州に補強され、チャンスメーカーとして活躍した。国際大会では1985年の第13回アジア野球選手権大会、第7回インターコンチネンタルカップの日本代表に選出される。
1985年度ドラフト会議にて阪急ブレーブスから4位指名を受けるも、会社から「もう一年（チームに）貢献して欲しい」と要請されたことで、翌年のシーズン後に入団。プロ入りはスカウトからあいさつされるまで意識したことも無く、プロでやる自信も無かったが、父親に相談したところ「せっかくだから力を試してみたらどうだ。駄目なら漁師でもやればいい」と言われたことで、プロに進むことを決意したという。

### プロ入り後
1987年、元々内野手として入団し、この年のキャンプでも内野の練習をしていたが、当時の監督の上田利治から「福本（豊）も衰えてきているし、内野より外野の方がチャンスがあるぞ」と言われ、本西本人も内野は好きではなかったのでその方が望ましいと思い、本格的に外野に取り組む。この1年目より一軍に定着。外野守備の名手として知られ、外野だけでなく三塁を守ることもあった（三塁手のレギュラーである松永浩美が離脱した時はスタメンで起用された）。
1989年にゴールデングラブ賞を受賞。同年は規定打席不足ながら打率.302を記録するなど、打撃でも活躍した。5月26日の近鉄戦では吉井理人からサヨナラヒットを放っている。また、1991年には自身唯一の規定打席到達を果たした。
1994年には、当時レギュラーに定着してからまだ日の浅かった田口壮とイチローに外野守備の指導を施し、本西も含めた同外野手トリオは当時球界一の守備力と言われた。本西本人は、田口とイチローは自分の守備を見て成長したと思うと話している。なお、イチローは盟友だという。
1997年シーズン途中、金銭トレードで阪神タイガースへ移籍。この年の移籍前、理由も言われずに二軍行きを告げられ（本西本人は後日「自分よりも（この年ルーキーだった）谷佳知を使いたかったんだろう、それならそうと言ってくれれば納得するのに」と語っている）、仰木彬監督の起用法については「わかりやすさはあったが、感情的には納得出来ない」として、当時のオリックス球団代表の井箟重慶と会談し、トレードの話があったら教えて欲しいと明かすと、すぐに「阪神からその話がある」との返事があったので、それに応じた。8月12日のヤクルト戦では山本樹から代打満塁逆転本塁打を放った。
1998年シーズンに阪急・オリックス時代の同僚だった古溝克之とともに戦力外通告の後に2人揃って金銭トレードで恩師の上田利治が監督を務める日本ハムファイターズに移籍。上田には引退のあいさつのつもりで電話をしたが、その場で誘われたという。本人は「上田さんがいなかったら、この時点（1998年限り）で引退していた」と話している。
1999年に再び戦力外通告を受けた。同年のシーズンオフに千葉ロッテマリーンズにテスト入団。実は前年のオフには日本ハムの他ロッテからも誘われていたということで、前年のシーズン最終戦であった対ロッテ戦の場で、上田監督から当時ロッテ監督の山本功児と一軍ヘッド兼打撃コーチの広野功に「一年間悪かったな、来年は頼むな」と自身の紹介があったという。ロッテでも守備固めとして活躍し、時には三塁でスタメン出場もしていた（三塁手のレギュラーである初芝清の守備に不安があった為。本西本人も「初芝より私の方が（守備が）うまい」と話していたことがある）。また「若手に右打ちを教えてやって欲しい」と要請されたことで、大塚明、サブローらを指導していた。
2001年オフに現役を引退。本西本人は「体力の限界は感じてなかったが、若い頃なら捕れていたボールが捕れなくなったという感覚があり、しかしそれをごまかすテクニックは身につけていたので、引退は考えてなかったが、球団がそういうなら辞めてもいいかと思った。もう現役として他球団移籍を考える年齢でもなかったし、むしろ早く指導者の勉強を始められると前向きにとらえた」と話している。球団代表からは「オリックスへ戻ったらどうか」と進言されたが、当時オリックスはまだ仰木彬監督だったので（仰木はこの年限りで退任）、「それだけは絶対に無い」として指導者としてロッテに残留する。

### 引退後
2002年にロッテで二軍内野守備・走塁コーチを務め、同年に退団。プロ野球マスターズリーグでは大阪ロマンズに参加し、好成績を収めた。その後、NHK・BSのメジャーリーグ中継やJ SPORTS（主にロッテ、オリックスの主催ゲーム）で解説をしていた。ネットラジオ放送（オンエアーステーション）では初のイースタンリーグ中継が行われた際に解説を担当した。また社会人野球クラブチーム千葉熱血MAKINGのヘッドコーチも務めていた。
2010年、東北楽天ゴールデンイーグルスの一軍外野守備走塁コーチ（三塁ベースコーチ）に就任。
2011年5月16日から一軍打撃コーチ補佐を務め、6月5日に一軍打撃コーチに昇格した。
2012年は一軍外野守備走塁コーチに復帰したが、同年シーズン終了を以って解任。
2013年、1月から3月まで韓国プロ野球・ロッテ・ジャイアンツの春季キャンプで走塁などのインストラクターを務めた。2013年からFOX SPORTS ジャパン、NHK・BSのメジャーリーグの解説を担当。同年10月30日、ロッテ・ジャイアンツの一軍作戦走塁コーチに就任した。2015年から二軍打撃コーチを務め、同年限りで退団。
2016年、独立リーグ・ベースボール・チャレンジ・リーグの信濃グランセローズ監督に就任。
2017年に、チーム創設以来初のリーグ優勝を達成した。2018年前期は僅差で優勝を逃し、後期は3位に終わり、9月17日に同年限りでの退任が発表された。
2019年からはJ SPORTSのMLB中継の野球解説者として活動する。また、同年には女子野球のハナマウイの助監督に就任した。
2020年より社会人野球クラブチームのハナマウイの監督に就任した。創部2年目のチームを都市対抗予選初出場で本戦出場の快挙を成し遂げた。
2024年11月28日、北海道フロンティアリーグのKAMIKAWA・士別サムライブレイズの監督に就任して2025年シーズンから指揮を執ることが発表された。

## 人物
週刊ベースボール内の読者に技術指導をするコーナーを担当していた（守備担当）。読者からの「千葉マリンスタジアムは強風のためたいへん守備が難しい球場だと言われているが、本当か」という質問に対し、「ちっとも難しいことはない。むしろ風が吹いたほうが面白かった」と守備の名手らしいコメントを残している。
現役時代、球界一の外野手と言われただけあり守備に対する批評眼は厳しい。オリックス時代の同僚で、メジャー屈指の名手とされているイチローの守備に関してすら週刊ベースボールの記事で、「巧くない。魅せるプレーが多く基本から外れている」と評価するほどである。一方で、いままで見てきた外野手の中で一番すごい選手は誰かの問いには新庄剛志の名をあげており、「打者が打った瞬間の1歩目のスタートが非常に速い」と語っている。
一方、打撃は守備ほど特筆するものはなかったが、粘り強くしぶといことで知られていた。現役時代得意にしていたのは当時近鉄のエースだった阿波野秀幸で、「各球種のクセが全部分かっていたので、球は速いが打つ自信があった」と語っている。逆に苦手だったのは工藤公康（当時西武）。なお奇しくも得意・苦手ともに左投手であるが、これについては「右投手のときには使ってもらえなかったから」と自虐的に語っている。
口癖は「逆に〜」「～と言いますか」「要するに〜」。
三女はオフィス・メイ所属の女優 本西彩希帆。

## 詳細情報

### 年度別打撃成績
| 年 度      | 球 団           | 試 合 | 打 席 | 打 数 | 得 点 | 安 打 | 二 塁 打 | 三 塁 打 | 本 塁 打 | 塁 打 | 打 点 | 盗 塁 | 盗 塁 死 | 犠 打 | 犠 飛 | 四 球 | 敬 遠 | 死 球 | 三 振 | 併 殺 打 | 打 率 | 出 塁 率 | 長 打 率 | O P S |
| ---------- | --------------- | ----- | ----- | ----- | ----- | ----- | -------- | -------- | -------- | ----- | ----- | ----- | -------- | ----- | ----- | ----- | ----- | ----- | ----- | -------- | ----- | -------- | -------- | ----- |
| 1987       | 阪急 オリックス | 114   | 234   | 207   | 35    | 50    | 6        | 0        | 2        | 62    | 14    | 10    | 3        | 10    | 1     | 13    | 1     | 3     | 36    | 4        | .242  | .295     | .300     | .594  |
| 1988       | 阪急 オリックス | 51    | 89    | 74    | 9     | 22    | 4        | 0        | 1        | 29    | 6     | 3     | 2        | 11    | 0     | 4     | 0     | 0     | 13    | 4        | .297  | .333     | .392     | .725  |
| 1989       | 阪急 オリックス | 120   | 327   | 281   | 49    | 85    | 15       | 4        | 5        | 123   | 33    | 8     | 4        | 13    | 2     | 28    | 1     | 3     | 48    | 4        | .302  | .369     | .438     | .807  |
| 1990       | 阪急 オリックス | 105   | 309   | 270   | 35    | 78    | 14       | 3        | 3        | 107   | 31    | 12    | 4        | 16    | 2     | 21    | 0     | 0     | 43    | 5        | .289  | .338     | .396     | .734  |
| 1991       | 阪急 オリックス | 124   | 450   | 394   | 52    | 104   | 13       | 7        | 4        | 143   | 22    | 13    | 4        | 17    | 2     | 35    | 0     | 2     | 50    | 8        | .264  | .326     | .363     | .689  |
| 1992       | 阪急 オリックス | 95    | 232   | 203   | 22    | 48    | 3        | 6        | 0        | 63    | 19    | 5     | 2        | 10    | 4     | 14    | 0     | 1     | 34    | 6        | .236  | .284     | .310     | .594  |
| 1993       | 阪急 オリックス | 108   | 218   | 200   | 25    | 52    | 8        | 0        | 0        | 60    | 10    | 4     | 1        | 4     | 0     | 13    | 1     | 1     | 32    | 5        | .260  | .308     | .300     | .608  |
| 1994       | 阪急 オリックス | 102   | 241   | 219   | 33    | 62    | 10       | 1        | 4        | 86    | 26    | 2     | 4        | 8     | 2     | 12    | 0     | 0     | 38    | 5        | .283  | .318     | .393     | .710  |
| 1995       | 阪急 オリックス | 113   | 245   | 214   | 24    | 50    | 6        | 3        | 1        | 65    | 24    | 2     | 0        | 11    | 1     | 17    | 0     | 2     | 39    | 4        | .234  | .295     | .304     | .599  |
| 1996       | 阪急 オリックス | 103   | 237   | 206   | 23    | 54    | 4        | 2        | 1        | 65    | 19    | 3     | 0        | 9     | 2     | 18    | 2     | 2     | 37    | 11       | .262  | .325     | .316     | .640  |
| 1997       | 阪急 オリックス | 27    | 46    | 43    | 5     | 11    | 2        | 0        | 0        | 13    | 1     | 0     | 0        | 0     | 0     | 1     | 0     | 2     | 7     | 1        | .256  | .304     | .302     | .607  |
| 1997       | 阪神            | 37    | 75    | 68    | 5     | 15    | 2        | 1        | 1        | 22    | 6     | 0     | 0        | 2     | 0     | 4     | 0     | 1     | 13    | 3        | .221  | .274     | .324     | .598  |
| '97計      | 阪神            | 64    | 121   | 111   | 10    | 26    | 4        | 1        | 1        | 35    | 7     | 0     | 0        | 2     | 0     | 5     | 0     | 3     | 20    | 4        | .234  | .286     | .315     | .601  |
| 1998       | 阪神            | 42    | 43    | 37    | 8     | 5     | 1        | 0        | 0        | 6     | 5     | 3     | 1        | 2     | 0     | 3     | 0     | 1     | 12    | 0        | .135  | .220     | .162     | .382  |
| 1999       | 日本ハム        | 94    | 195   | 152   | 22    | 36    | 7        | 1        | 0        | 45    | 12    | 5     | 2        | 13    | 0     | 25    | 1     | 5     | 35    | 2        | .237  | .363     | .296     | .659  |
| 2000       | ロッテ          | 84    | 110   | 91    | 15    | 18    | 2        | 1        | 0        | 22    | 6     | 5     | 1        | 7     | 0     | 11    | 1     | 1     | 18    | 1        | .198  | .291     | .242     | .533  |
| 2001       | ロッテ          | 70    | 67    | 56    | 11    | 10    | 1        | 1        | 0        | 13    | 6     | 0     | 0        | 3     | 0     | 7     | 0     | 1     | 10    | 0        | .179  | .281     | .232     | .513  |
| 通算：15年 | 通算：15年      | 1389  | 3118  | 2715  | 373   | 700   | 98       | 30       | 22       | 924   | 240   | 75    | 28       | 136   | 16    | 226   | 7     | 25    | 465   | 63       | .258  | .319     | .340     | .659  |

- 阪急（阪急ブレーブス）は、1989年にオリックス（オリックス・ブレーブス）に球団名を変更

### 表彰
- ゴールデングラブ賞：1回 （外野手：1989年）

### 記録
初記録
- 初出場：1987年4月10日、対南海ホークス1回戦（阪急西宮球場）、9回表に左翼手として出場
- 初盗塁：1987年4月12日、対南海ホークス3回戦（阪急西宮球場）、10回裏に二盗（投手：山内和宏、捕手：岩木哲）
- 初先発出場：1987年5月10日、対ロッテオリオンズ5回戦（福島県営あづま球場）、2番・左翼手として先発出場
- 初安打：同上、1回裏に園川一美から
- 初打点：1987年5月15日、対南海ホークス7回戦（阪急西宮球場）、6回裏に福本豊の代打で出場、中村弘道から
- 初本塁打：1987年7月1日、対近鉄バファローズ12回戦（日生球場）、6回表に小野和義からソロ

節目の記録
- 1000試合出場：1996年8月7日、対西武ライオンズ20回戦（西武ライオンズ球場）、9番・三塁手として先発出場　※史上335人目

### 背番号
- 9 （1987年 - 1992年）
- 0 （1993年 - 1997年途中）
- 32 （1997年途中 - 同年終了）
- 8 （1998年）
- 48 （1999年）
- 37 （2000年 - 2001年）
- 77 （2002年）
- 78 （2010年 - 2012年、2014年 - 2018年）

## 関連情報

### 出演

#### テレビ
- メジャーリーグ中継（NHK）
- J SPORTS STADIUM（ロッテ、オリックスのホームゲーム）

#### ウェブラジオ
- 鎌スタラジオ（オンエアーステーション[リンク切れ]）

#### 映画
- レフトフライ（2018年1月13日公開、カエルカフェ、監督：秋原北胤）[14]　※特別出演